# Раймондо, Джина
Джина Мари Раймондо (англ. Gina Marie Raimondo; род. 17 мая 1971) — американский политик, предприниматель и венчурный капиталист. В 2021—2025 годах — министр торговли США в администрации Джо Байдена. 75-й губернатор штата Род-Айленд (2015—2021). Раймондо — член Демократической партии, является первой женщиной, занявшей пост губернатора штата Род-Айленд. С 2011 по 2015 год занимала должность генерального казначея штата Род-Айленд.

## Биография
Джина Раймондо родилась младшей из трёх детей Джозефа и Жозефины Раймондо. Её бабушка и дедушка были выходцами из Италии.
В 1993 году получила степень бакалавра по экономике в Гарвардском университете. На стипендию Родса продолжила обучение в Оксфордском университете в Англии, где получила степень PhD по социологии. В 1998 году получила степень доктора права в Йельском университете.
В Йельском университете, она встретила своего мужа, за которого она вышла замуж в ноябре 2001 года. От брака пара имеет двух детей.
Её профессиональная карьера началась в качестве помощника по персоналу в федеральном суде в Нью-Йорке. После этого она стала одним из основателей и вице-президентом венчурной компании со штаб-квартирой в Уильямстауне (Массачусетс).
В 2010 году Раймондо заняла пост государственного казначея Род-Айленда, который стал её первой политической должностью.
В 2014 году приняла участие в выборах губернатора Род-Айленда. 6 января 2015 года была приведена к присяге в качестве нового губернатора. В 2018 году была переизбрана на второй срок.
8 января 2021 года избранный президент США Джо Байден предложил кандидатуру Раймондо на должность министра торговли США. 2 марта 2021 года Сенат США утвердил её кандидатуру 84 голосами против 15.

## Награды
- Орден княгини Ольги I степени (23 августа 2024 года, Украина) — за весомый личный вклад в укрепление межгосударственного сотрудничества, поддержку суверенитета и территориальной целостности Украины, популяризацию Украинского государства в мире[4]